# Sigrid Boo
Sigrid Maren Boo, född Holmesland 23 augusti 1898 i Kristiania, död 12 september 1953 i Oslo, var en norsk författare. 
Hon var en av Norges bästsäljande författare under första halvan av 1900-talet. Hennes böcker har översatts till tretton språk.
Hon växte upp i Larvik 1899–1909. Hon blev student 1917 och gifte sig 1925 med disponent Gustaf W. Boo.